# Koppenhágai interpretáció
A koppenhágai interpretáció a kvantummechanika egyfajta értelmezése. A kvantummechanika fő tulajdonsága, hogy minden részecske állapota leírható egy hullámfüggvénnyel, amely matematikai leírása annak a valószínűségnek, hogy a részecske egy bizonyos helyen található vagy egy bizonyos mozgásállapotban van. Ezen értelmezés szerint maga a mérés hozza létre a valószínűségek halmazát, amely befolyásolja („tönkreteszi”) magát a mért értéket. A mérés befolyásolja a mért értéket. Ezt a matematikai ábrázolást nevezik hullámfüggvény-összeomlásnak.
A 20. század elején – a mikrovilágban – végzett fizikai kísérletek vezettek  a jelenség felfedezéséhez, amelyet nem lehetett megjósolni a klasszikus fizika alapján. Új modellek, teóriák keletkeztek, amelyek igen pontosan leírták, megjósolták ezeket a mikrovilágbeli történéseket. A mikrovilágbeli történések leírását nem lehetett könnyen összeegyeztetni a makrovilágbeli történésekkel. Ezek a jóslatok  gyakran ellentétesek voltak a megfigyelők ösztönös megérzésével, és zavart keltettek a megfigyelőkben. A koppenhágai értelmezés egyfajta kísérlet arra, hogy megmagyarázza a kísérleteket és azok matematikai leírását.
Niels Bohr és Werner Heisenberg 1927 körüli koppenhágai együttműködésének eredményeként keletkeztek olyan kísérletek, elméletek és matematikai formulák, amelyek megalapozták a kvantummechanikát. Max Planck, Albert Einstein és Bohr korai munkáikban feltételezték, hogy az energia diszkrét mennyiségekben terjed, azért, hogy elkerüljék a klasszikus fizikával való ütközést. Bohr és Heisenberg megalkották az energiaszemlélet új világát, amely sem a klasszikus fizika részecskefelfogásával, sem a klasszikus fizika hullámelméletével nem egyezik. Az elemi részecskék így már megjósolható tulajdonságokat mutattak több kísérlet során. Másrészt bizonyos körülmények között igen bizonytalanná váltak, például ha valaki  egyszerű fizikai apparátussal próbált meghatározni egy egyedi röppályát. 
Az új elméleteket laboratóriumi kísérletek inspirálták, és figyelembe vették az anyag mind részecske-, mind pedig hullámtermészetét. Az egyik – Heisenbergtől származó – következtetés szerint egy részecske helyzetét az határozza meg, hogy milyen pontosan ismerjük impulzusmomentumát (perdületét) és fordítva. Néhány fizikus arra a következtetése jutott, hogy egy mikroszkopikus emberi megfigyelés megváltoztatja magát a valós eseményt.
A koppenhágai interpretáció megpróbált választ adni arra a kérdésre: „mit jelentenek valójában ezek az elképesztő új kísérleti eredmények?”
A koppenhágai interpretációnak nincs definitív meghatározása, mivel több tudós és filozófus által kidolgozott értelmezést takar, amelyek a 20. század második negyedében keletkeztek. Ezért több elmélet is létezik, amelyeket a „Koppenhágai értelmezés”-nek hívnak. Asher Peres jegyezte meg, hogy különböző szerzők számos, néha egymással ellentétes szemléletet publikáltak „Koppenhágai értelmezés” néven.

## Idevonatkozó elvek
1. Egy rendszer teljesen leírható ψ hullámfüggvénnyel, amely a megfigyelő ismeretét tartalmazza a rendszerről. (Heisenberg)
2. A leírás természetszerűleg valószínűség alapú. Egy esemény valószínűsége a hozzája kapcsolódó hullámfüggvény amplitúdójának négyzetével arányos. (Born szabály)
3. A Heisenberg-féle határozatlansági elv (nálunk relációként ismert) azt állítja, hogy egy adott időben nem lehetséges egy részecske összes tulajdonságainak az értékét pontosan meghatározni, ezeket csak valószínűségekkel lehet kezelni.
4. Komplementer elv: a hullám-részecske viszonyra utal, mely szerint a hullám-részecske dualitás miatt egy kísérlet vagy részecske vagy hullámszerű viselkedés szerint írható le, de a kettő egyszerre nem alkalmazható. (Niels Bohr)
5. A mérőeszközök mindig klasszikus eszközök és klasszikus tulajdonságokat mérnek, mint például a helyzetet vagy impulzust.
6. A megfelelési elv Bohr és Heisenberg-től származik: nagy rendszerek kvantummechanikai leírása közel azonos azok klasszikus leírásával.

## Fordítás
- Ez a szócikk részben vagy egészben  a   Copenhagen interpretation című angol Wikipédia-szócikk fordításán alapul.  Az eredeti cikk szerkesztőit annak laptörténete sorolja fel. Ez a jelzés csupán a megfogalmazás eredetét és a szerzői jogokat jelzi, nem szolgál a cikkben szereplő információk forrásmegjelöléseként.